# Jean-Paul Paris
Pour les articles homonymes, voir Paris.
Jean-Paul Paris, né le 26 juin 1942 à Allaire (Morbihan) et mort le 5 août 2018 à Redon (Ille-et-Vilaine), est un coureur cycliste français.

## Biographie
Alors amateur, Jean-Paul Paris se distingue lors de la saison 1962 en remportant le titre de champion de Bretagne. Deux ans plus tard, il devient champion de France en catégorie indépendants. Il évolue ensuite au niveau professionnel de 1965 à 1969 au sein des équipes Peugeot, Tigra puis Frimatic. Durant cette période, il remporte notamment le Grand Prix de Cannes et une étape du Tour du Morbihan.
Il meurt le 4 août 2018 à Redon, âge de 76 ans. Ses obsèques ont lieu dans l'église de sa commune natale d'Allaire.

## Palmarès
- 1962
  -  Champion de Bretagne
- 1963
  - 2e du championnat de Bretagne
- 1964
  -  Champion de France indépendants
  - 2e du Triomphe breton
  - 3e de l'Essor breton
- 1967
  - Grand Prix de Cannes
  - 3e étape du Tour du Morbihan